# 奥斯马纳巴德
奥斯马纳巴德（Osmanabad），是印度马哈拉施特拉邦奥斯马纳巴德县的一个城镇。总人口80612（2001年）。

## 人口
该地2001年总人口80612人，其中男性41956人，女性38656人；0—6岁人口11279人，其中男5947人，女5332人；识字率73.67%，其中男性为79.51%，女性为67.33%。